# Henriette Lorimier
Élisabeth Henriette Marthe Lorimier (Parigi, 7 agosto 1775 – Parigi, 1º aprile 1854) è stata una pittrice francese.

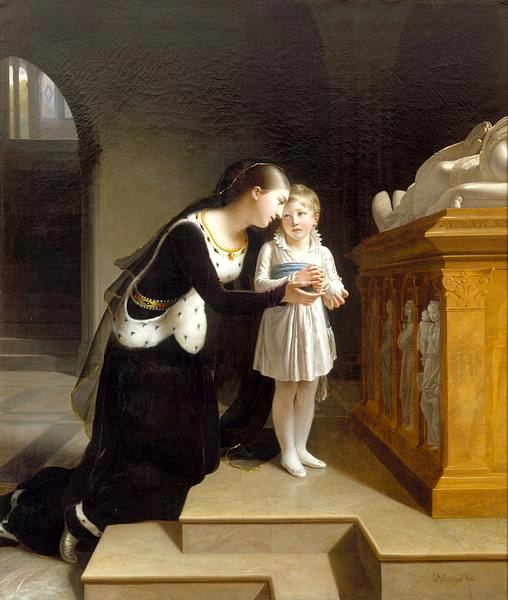
Jeanne de Navarre

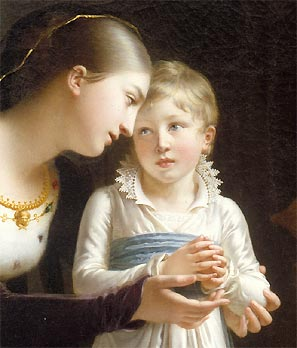
Jeanne de Navarre (dettaglio dei volti)

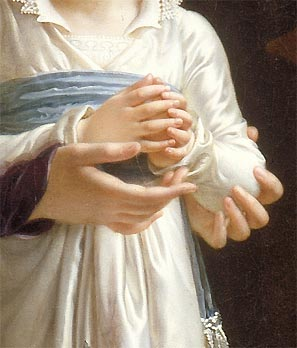
Jeanne de Navarre (dettaglio delle mani)

Fu una celebre ritrattista dell'inizio del periodo romantico, compagna di vita di François Pouqueville (1770-1838), diplomatico e uomo di lettere aderente al movimento filoellenista.

## Biografia
Henriette Lorimier fu allieva di Jean-Baptiste Regnault ed iniziò ad esporre nei Salon parigini e al Museo reale i suoi ritratti e altre opere di genere dal 1800 al 1806 e dal 1810 al 1814.
Nel 1805 la principessa Caroline Murat acquistò il quadro "La capra nutrice" che era stato esposto l'anno precedente. Al Salon del 1806 Henriette ricevette una medaglia d'oro per l'opera "Jeanne de Navarre" che l'imperatrice Giuseppina comprò nel 1807 e che è tuttora visibile nel Castello della Malmaison.
Verso il 1808 Henriette incontrò lo scrittore e diplomatico François Pouqueville che tornava dalle sue disavventure nelle prigioni ottomane. Vissero assieme sino alla morte di lui, nel 1838, ma non poterono mai sposarsi perché François in gioventù era stato ordinato prete. Sia sotto l'Impero che durante la Restaurazione, la coppia fu legata a numerose persone influenti, come Chateaubriand, Alexandre Dumas, Ingres, Étienne Arago e David d'Angers, per citarne solo alcuni. Henriette, dunque, visse e lavorò in un ambiente colto e di notevole levatura intellettuale. Si spense a Parigi all'età di quasi 79 anni.

Henriette e François sono sepolti in due tombe vicine, nel cimitero di Montparnasse.

## Jeanne de Navarre
Questo celebre quadro rappresenta Giovanna di Navarra (1370-1437), figlia di Carlo il Malvagio e di Giovanna di Valois. È con lei suo figlio Arturo, futuro duca di Bretagna, al quale ella mostra la tomba del padre, e suo primo marito, il duca di Bretagna Giovanni V il Conquistatore. Giovanna sposò in seconde nozze Enrico IV d'Inghilterra, divenendo così regina d'Inghilterra.

Il dipinto è uno dei primi esempi di stile troubadour, perché seguiva la moda di rievocare atmosfere medioevali, e che fu iniziato dall'archeologo Alexandre Lenoir. Costui, nel 1795, creò il "Museo dei Monumenti Francesi", nel quale espose, secondo un percorso cronologico, le statue e le opere sottratte alle distruzioni della Rivoluzione. Migliaia di visitatori vennero così a sognare davanti alle tombe dei grandi personaggi del passato, raccolte in un unico ambiente. Ma nel 1816 il Museo fu chiuso per ordine di Luigi XVIII.
Per molti critici quest'opera, che mostra come una madre compia il suo dovere di educatrice verso il figlio insegnandogli la pietà filiale, costituì un esempio del successo che una donna artista poteva ottenere applicandosi a questo tipo di soggetti. Un autore di una rivista dei Salon, si felicitò con Henriette Lorimier per aver affrontato un argomento così aggraziato e fine, e per il quale le donne erano certamente avvantaggiate.

Inoltre, un articolo di una rivista dell'epoca, L'Atheneum, insistette affinché ella limitasse la sua attività a questo genere di composizioni: «Noi le promettiamo un successo ancora maggiore se si accontenterà di dipingere le dolci emozioni dell'anima e i sentimenti tenui e delicati. In breve, di rappresentare le scene di vita domestica, lasciando i soggetti storici agli uomini»

## Opere principali
- "Autoritratto", 1801.
- "Una giovane si commuove leggendo un passo di Atala", 1801.
- "La Capra nutrice", 1804.
- "Autoritratto", 1805.
- "Ritratto di Sophie Regnault", 1805.
- "Jeanne de Navarre", 1806.
- "Ritratto di Madame Desmaret", 1807.
- "Il bimbo riconoscente", 1810.
- "Ritratto di Joseph Delaleu", 1812.
- "Ritratto della marchesa di Reinepont", 1816.
- "Ritratto di Nicolas Lupot, Liutaio",
- "Ritratto di Madame Marjolin", moglie del dottor Jean-Nicolas Marjolin.
- "Ritratto di François-Charles-Hugues-Laurent Pouqueville", 1830.
- "Ritratto di Celeste Buisson de Lavigne, viscontessa di Chateaubriand", 1840.

## Iconografia
Ingres ritrasse con un disegno Henriette Lorimier nel 1828 (L'opera è conservata al Museo Puškin di Mosca).

## Galleria d'immagini

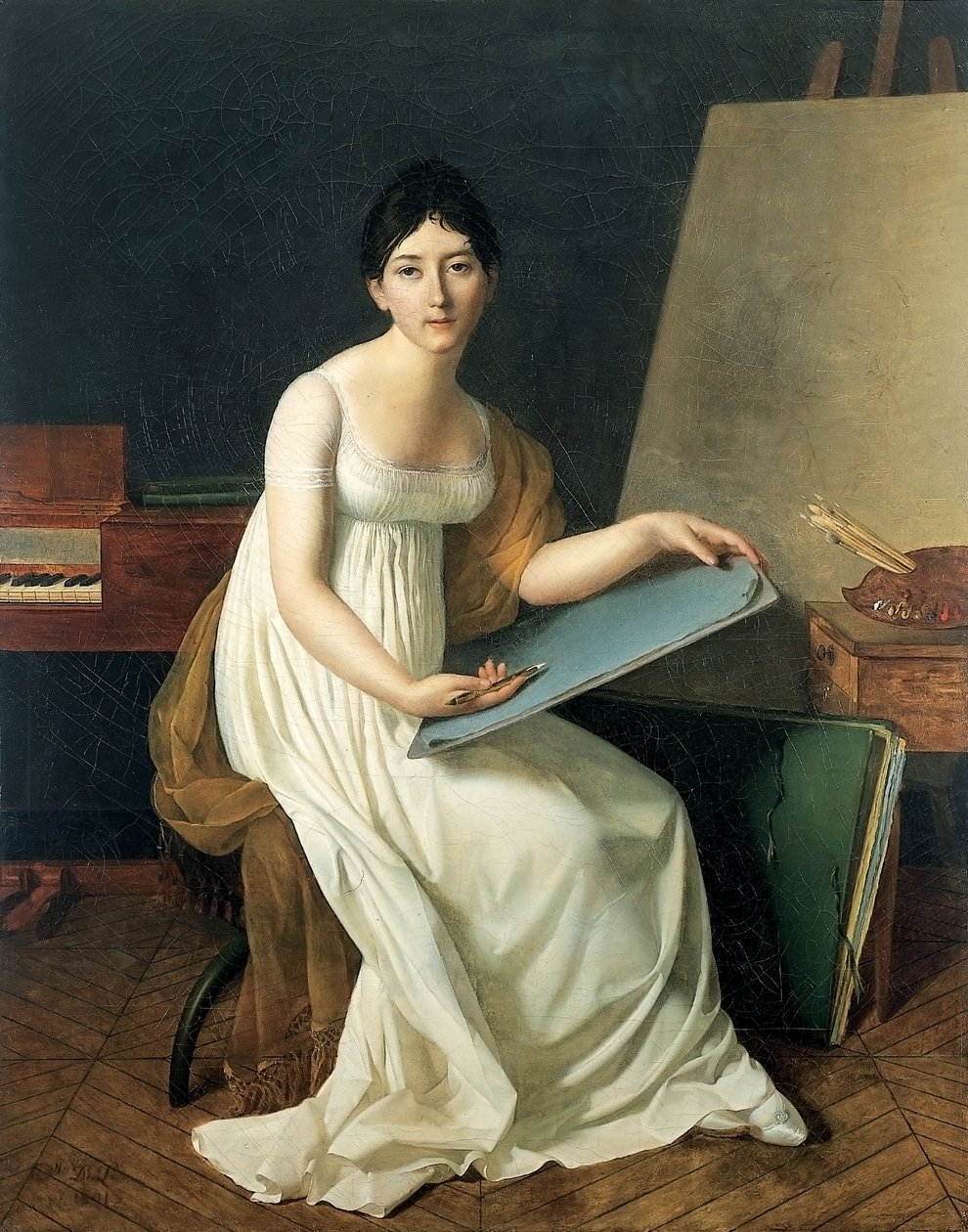
Henriette Lorimier Autoritratto
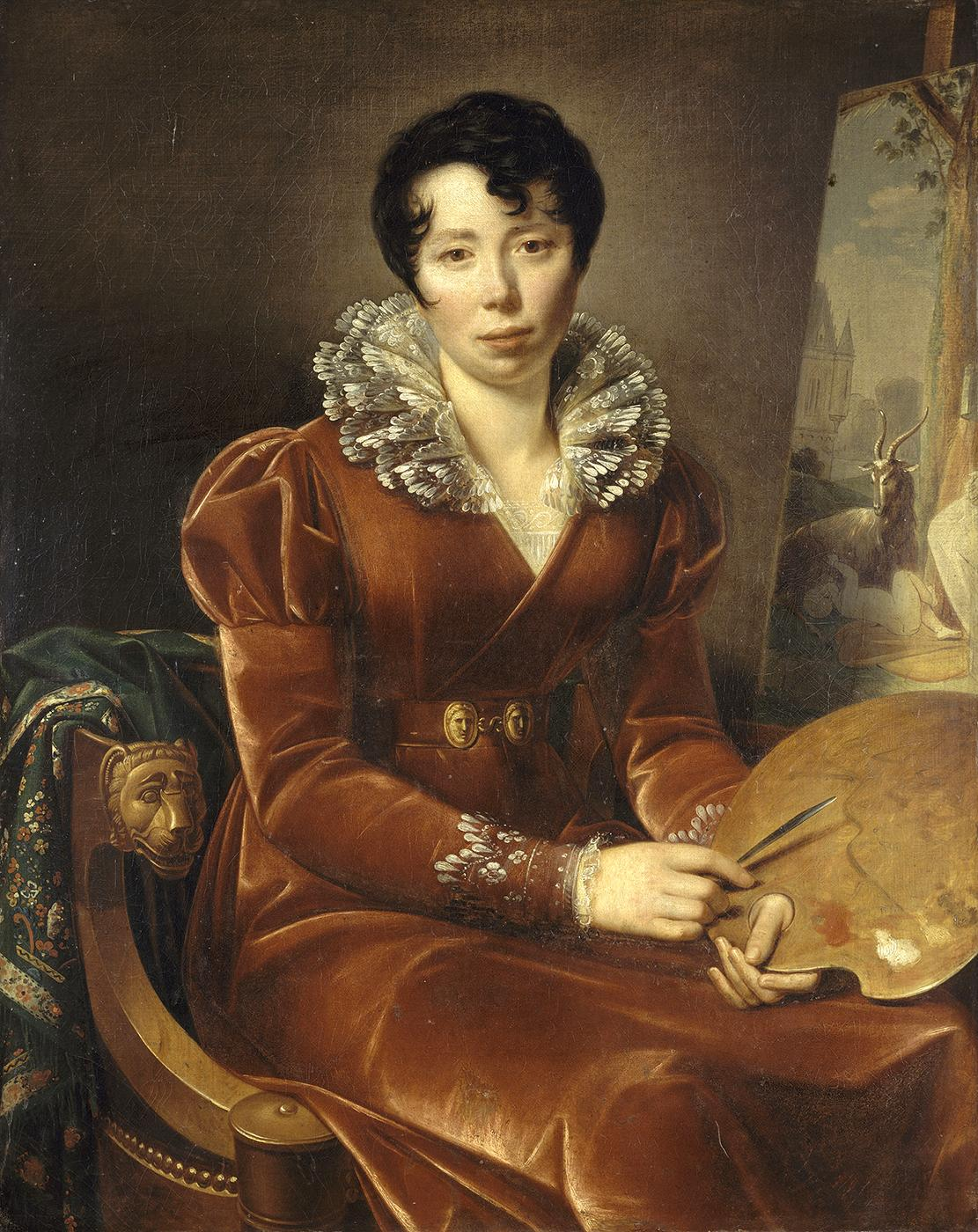
Autoritratto, (1817) Museo di Digione
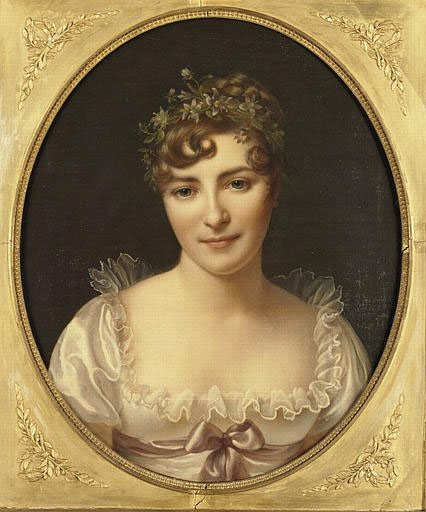
Mme Marjolin Museo di Grenoble
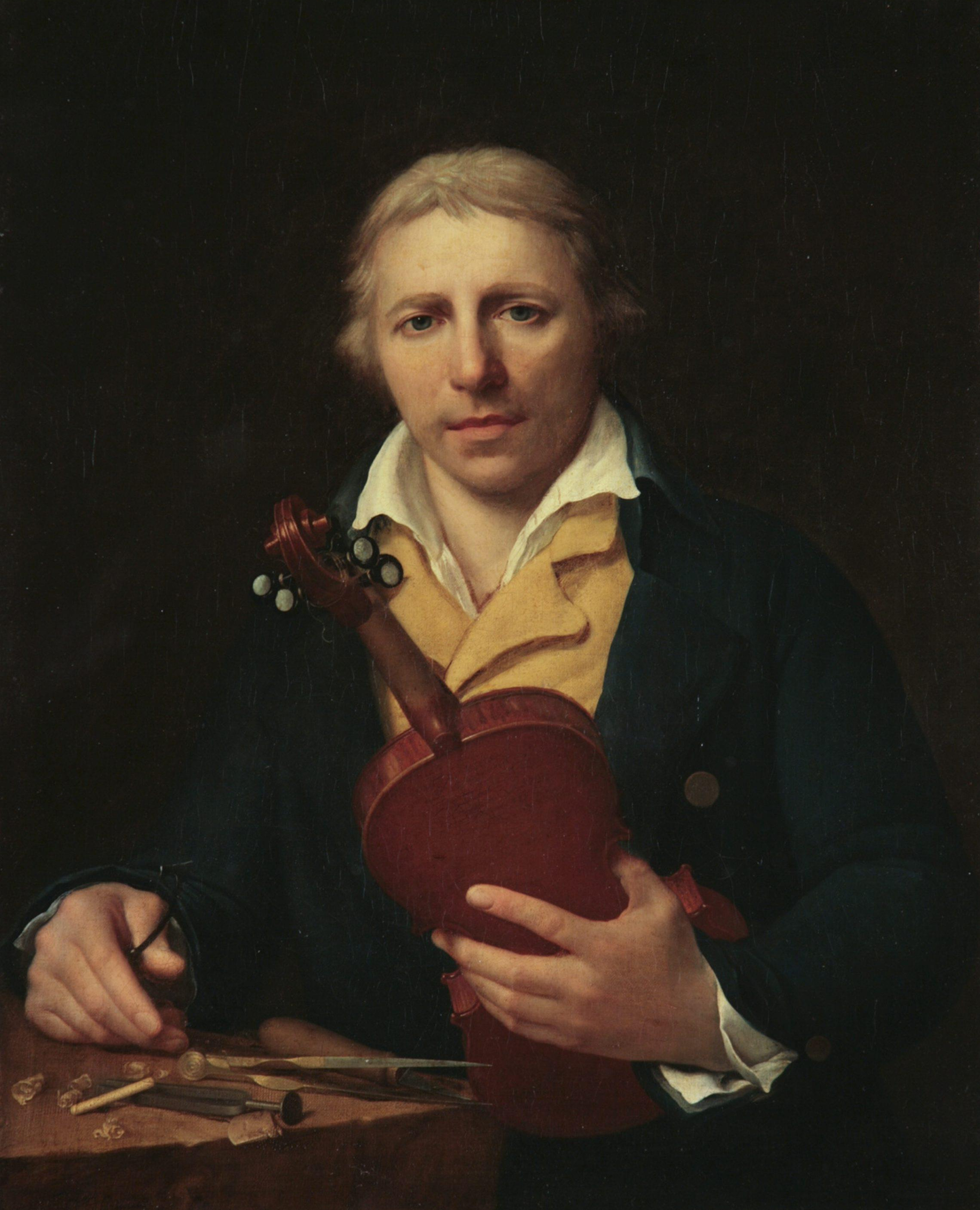
Il liutaio Nicolas Lupot Museo della liuteria di Mirecourt
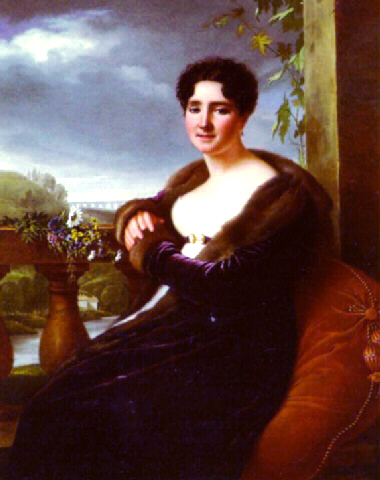
La Marchesa di Reinepont, (1817)
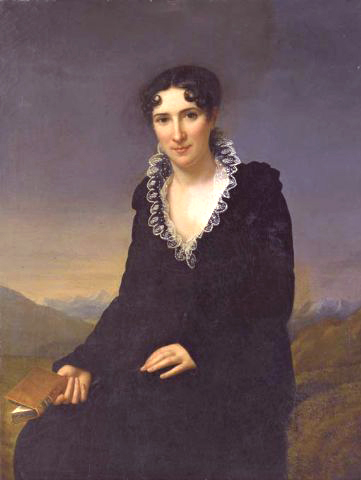
Madame Desmarets, (1807)